# Hermann von Pückler-Muskau
Hermann von Pückler-Muskau (30. října 1785 Bad Muskau, Sasko – 4. února 1871 Branitz, Německo) byl německý šlechtic, světoběžník, voják, spisovatel a zahradní architekt. Proslul především jako znamenitý umělecký zahradník a milovník kaktusů.
Své cesty po Evropě, Africe i Asii vylíčil v řadě cestopisů, v nichž vystupuje pod pseudonymem Semilasso. Svými zážitky uchvacoval i posluchače v zájezdním Morgensternově hostinci v Králově Poli u Brna, kde údajně na pozvání majitele panství, hraběte Schaffgotsche, dokončil v roce 1836 svůj cestopis Semilasso in Afrika (Semilasso v Africe). Podle Pücklerova pseudonymu a jeho cestopisu pak hostinec převzal název Zum Semilasso (česky U Semilassa). V blízkosti hostince byl na přelomu 19. a 20. století vybudován kulturní dům, který rovněž převzal jméno Semilasso.